# دراغوس ألبو
دراغوس ألبو (بالرومانية: Constantin Dragoș Albu)‏ هو لاعب كرة قدم روماني في مركز الوسط، ولد في 15 مارس 2001 في Plenița ‏ في رومانيا. شارك مع منتخب رومانيا تحت 17 سنة لكرة القدم. أما مع النوادي، فقد لعب مع يونج إف سي أوتريخت ويونيفرسيتاتيا كرايوفا.

## وصلات خارجية
- دراغوس ألبو على موقع قاعدة بيانات كرة القدم.إي يو (الإنجليزية)
- دراغوس ألبو على موقع Soccerway.com (الإنجليزية)